# Alliance Maladies rares
L'Alliance maladies rares est une association loi de 1901 regroupant des associations de malades.
Créée le 24 février 2000, l'Alliance maladies rares rassemble plus de 230 associations de malades. Elle représente près de 3 millions de malades et entre 6 000 et 8 000 maladies rares. Elle accueille aussi en son sein des associations de malades et des patients isolés.

## Objectif
L'Alliance maladies rares a pour missions :
- de faire connaître et reconnaître les maladies rares auprès du public, des pouvoirs publics et des professionnels de santé. Pour ce faire, elle informe sur les enjeux scientifiques, sanitaires et sociaux des maladies rares. Elle œuvre en faveur de la médiatisation de la problématique des maladies rares ;
- d'améliorer la qualité et l’espérance de vie des personnes atteintes de pathologies rares, en contribuant à un meilleur accès à l'information, au diagnostic, aux soins, aux droits, à la prise en charge et à l'insertion ;
- d'aider les associations de malades ; elle met en place des réunions régulières d’information sur les maladies rares pour ses membres, des formations pour les responsables associatifs, des forums thématiques ouverts à toutes les associations de maladies rares… Elle est force de propositions sur des sujets d’intérêt commun comme le diagnostic précoce, les droits sociaux, le polyhandicap, les médicaments… Elle est un lieu d’accueil et de ressources ;
- de promouvoir la recherche afin de donner l’espoir de guérison. C'est dans ce but qu’elle informe les associations sur les avancées de la recherche, qu'elle agit auprès des pouvoirs publics pour obtenir des financements pour la recherche sur les maladies.

## Membres
Parmi les membres, on trouve les associations suivantes :
- la Ligue nationale contre le cancer ;
- l'Association contre les maladies mitochondriales ;
- Vaincre la mucoviscidose ;
- l'Association française contre les myopathies ;
- l'Association française des malades de la thyroïde ;
- l'Association française contre l'amylose.